# Zoé Kézako
Zoé Kézako ist eine französische Zeichentrickserie, die zwischen 2005 und 2006 produziert wurde. Die Geschichte basiert auf der Buchvorlage von Veronique Sauquere.

## Handlung
Zoé Kézako ist 7 Jahre und 3/4 Monate altes Mädchen. Sie verhält sich meist wie ein richtiger kleiner Sturkopf, wenn sie ihren Willen nicht bekommt. Ebenfalls macht Titi, der kleine Bruder von ihr, öfters Probleme und zerstört Dinge.

## Produktion und Veröffentlichung
Die Serie wurde von 2005 bis 2007 in Frankreich produziert. Dabei sind 78 Folgen entstanden, wovon allerdings nur 26 ins Deutsche übersetzt und synchronisiert wurden. Regie führten Serge Elissalde und Fabrice Fouquet. Am Drehbuch beteiligten sich Antoine Barraud und Vincent Costi. Die Musik übernahm DragiBus.
Die deutsche Erstausstrahlung erfolgte am 7. Dezember 2005 auf KIKA. Weitere Ausstrahlungen erfolgten ebenfalls auf Junior und Premiere Austria.

## Episodenliste
| Nr. | deutscher Titel             | deutsche Erstausstrahlung |
| 1   | Zoés kleiner Bruder         | 7. Dezember 2005          |
| 2   | Das Spiel ist aus           | 8. Dezember 2005          |
| 3   | Lola, die Parkprinzessin    | 9. Dezember 2005          |
| 4   | Fliegen kriegen             | 9. Dezember 2005          |
| 5   | Heimlich still und leise    | 10. Dezember 2005         |
| 6   | Grüne Bohnen mit Schokosoße | 10. Dezember 2005         |
| 7   | Babysitter Boogie           | 13. Dezember 2005         |
| 8   | Tante Küsschen              | 13. Dezember 2005         |
| 9   | Schuh-bi-du                 | 14. Dezember 2005         |
| 10  | Lügen haben kurze Beine     | 14. Dezember 2005         |
| 11  | Zum Verwechseln ähnlich     | 15. Dezember 2005         |
| 12  | Die Beste gewinnt           | 15. Dezember 2005         |
| 13  | Streng vertraulich          | 16. Dezember 2005         |
| 14  | Verrückt auf Süßes          | 16. Dezember 2005         |
| 15  | Wo die Liebe hinfällt       | 17. Dezember 2005         |
| 16  | Stars und Sternchen         | 17. Dezember 2005         |
| 17  | Turteltäubchen              | 3. Januar 2006            |
| 18  | Eine Brille für Zoé         | 3. Januar 2006            |
| 19  | Bange machen gilt nicht     | 4. Januar 2006            |
| 20  | Jagd auf die Aliens         | 4. Januar 2006            |
| 21  | Hausarrest                  | 5. Januar 2006            |
| 22  | Immer mit der Ruhe          | 5. Januar 2006            |
| 23  | Bleib wie du bist           | 6. Januar 2006            |
| 24  | Eine Neue in der Klasse     | 6. Januar 2006            |
| 25  | Glück muss man haben        | 7. Januar 2006            |
| 26  | Superkräfte                 | 7. Januar 2006            |